# 李容九
李 容九（り ようきゅう）は、大韓帝国の政治家。本貫は碧珍李氏。日韓併合の推進者の一人。現在の大韓民国では国を日本に売った親日派（売国奴）とされている。

## 生涯
両班の高位階級であった門閥の家に生まれた。若くして崔時亨の東学に加入し、光緒20年（1894年）には甲午農民戦争を指揮して日本軍と戦った。光武2年（1898年）に李容九ら東学党は逮捕されたが、投獄中黙秘を続け、後に釈放された。光武5年（1901年）、東学党を天道教と改名した孫秉煕と共に訪日、日露戦争において親日に転じた。
光武8年（1904年）、宋秉畯と共に一進会を設立してその会長となる。アジア主義と大東合邦論を掲げ、アジアが団結して欧米帝国主義の侵略を阻止すべきであると主張。さらに日本と韓国が軍事同盟を結ぶことが、ロシアに対抗し、韓国の富国強兵を図る方法であると主張した。光武10年（1906年）には日韓合邦（韓国併合とは全く異なる概念）の最初の主張を行った。また同年に李容九の親日ぶりを警戒した孫秉煕と袂を分って天道教を脱退し、侍天教を設立してその教祖となった。隆熙3年（1909年）の伊藤博文の死後、李容九は一進会員との連名で「韓日合邦建議書」（韓日合邦を要求する声明書）を純宗、曾禰荒助韓国統監、李完用総理に提出している。隆熙4年（1910年）8月22日の日韓併合の後、9月25日に一進会を解散した。
李容九は、数度にわたる政治改革の失敗から、両班による下層階級への搾取虐待を朝鮮人自身の力で克服することを不可能と考えており、日本との合邦によって初めてこれが実現できると信じていた。日韓合邦については、1909年12月4日、大韓帝国で親日団体一進会が皇帝純宗・韓国統監曾禰荒助・首相李完用に送った大韓帝国と日本の対等合併を要望する声明書である。韓日合邦建議書（かんにちがっぽうけんぎしょ）ともいう。この声明書の中で、「日本は日清戦争で莫大な費用と多数の人命を費やし韓国を独立させてくれた。また日露戦争では日本の損害は甲午の二十倍を出しながらも、韓国がロシアの口に飲み込まれる肉になるのを助け、東洋全体の平和を維持した。韓国はこれに感謝もせず、あちこちの国にすがり、外交権が奪われ、保護条約に至ったのは、我々が招いたのである。第三次日韓協約（丁未条約）、ハーグ密使事件も我々が招いたのである。今後どのような危険が訪れるかも分からないが、これも我々が招いたことである。我が国の皇帝陛下と日本天皇陛下に懇願し、朝鮮人も日本人と同じ一等国民の待遇を享受して、政府と社会を発展させようではないか」と大日本帝国政府と大韓帝国政府が新たに一つの政治機関を設立し、日本と韓国が対等合邦して一つの大帝国を作るように求めた。日韓併合によって、韓国皇族は王公族として日本の皇族、韓国の有力者らの一部は朝鮮貴族として華族に準ずる扱いを受けた。
明治44年（1911年）、疲労から漢城病院に入院。翌明治45年（1912年）5月22日に須磨で悲嘆のうちに憤死した。
日韓の対等合邦を日本側が拒否し、その後に韓国を飲み込む形で併合したということから元会員の間には失望、怒りが広がり、後の三・一運動に身を投じる者も多く存在した。
李容九は入院していた際に訪れた日本人の友人に対して、一進会の活動についての後悔を語ったという。
その間の経緯は黒竜会『日韓合邦秘史』（上下、1930年刊）及びその縮約である内田良平の『日韓合邦』に詳しく書かれている（竹内好「日本のアジア主義」）。